# Sarah Spencer
Lady Elizabeth Sarah Lavinia Spencer (Sandringham, 1955. március 19. –) a tragikus körülmények között elhunyt Diána walesi hercegné legidősebb nővére.
Szülei házasságkötése után alig egy évvel született. 1975-ben nagyapja, Spencer 7. grófjának halála után édesapja, John lett Spencer 8. grófja egészen 1992-ben bekövetkezett haláláig. Szülei válása után nem csupán azzal kellett megbirkóznia lelkileg, hogy anyja is és apja is újraházasodott, hanem különféle egészségügyi panaszok is kínozták.
Húszas évei elején evési problémákkal küszködött, anorexiában szenvedett. 22 évesen néhányszor randevúzgatott Károly wales-i herceggel, s ő mutatta be a hercegnek jövendőbeli feleségét, az akkor csupán 16 éves Diánát, aki Sarah húga volt. Tanulmányait a norfolki Riddlesworth Hallban, és a West Heath benntlakásos iskolában végezte, Kentben. Iskolái befejezése után Londonba ment dolgozni, s 1980. május 17-én, Northamptonshire-ben hozzáment a nála négy évvel idősebb Neil Edmund McCorquodale-hez, Alastair McCorquodale és Rosemary Sybil Turnor fiához, aki véletlenül pont annak a Raine McCorquodale-nek volt az unokaöccse, aki néhány évvel korábban Sarah mostohaanyja lett annak édesapjával kötött házassága révén.
A párnak három gyermeke született, akik anyai ágon unokatestvérei Vilmos és Henrik hercegeknek, Károly brit trónörökös és első felesége, Diána hercegné fiainak:
- Emily Jane 1983-ban született
- George Edmund 1984-ben született
- Celia Rose 1989-ben született

Húga, Diána 1997. augusztus 31-én, élettársával, Dodi al-Fayeddel végzetes kimenetelű autóbalesetben halt meg egy párizsi alagút falának ütközve. Holttestét volt férje, Károly és nővére, Sarah hozatta haza repülőgéppel, s bár testvére halála rendkívül megviselte az asszonyt, idősebbik húgával, Jane-nel is éppolyan jó viszonyt ápol mind a mai napig, amit mi sem bizonyít jobban, minthogy Sarah elsőszülött lánya a Jane nevet kapta második keresztnévként.
Édesapja 1992-ben hunyt el, anyja, Frances Burke Roche pedig 12 évvel később követte volt férjét.
Családi rezidenciájuk Grantham közelében, Lincolnshire megyében található.